# Ministero del tesoro
Il Ministero del tesoro fu l'organo, in periodi alterni, del Governo italiano addetto alla supervisione e gestione del debito pubblico, delle spese dello Stato e della sua politica monetaria.

## Storia
Nel 1877 il Ministero della finanza del Regno d'Italia fu scisso dal governo Depretis I con Regio decreto 13 dicembre 1877, n. 4291 nei due dicasteri delle Finanze e in quello del Tesoro. Quest'ultimo si occupava della contabilità pubblica, del patrimonio e del tesoro.
Nel dicembre del 1922, nel governo Mussolini, il Regio decreto 31 dicembre 1922, n. 1700 dispose che i due dicasteri fossero riaccorpati come Ministero del tesoro e finanze.
Nella Repubblica Italiana il dicastero fece ritorno nel 1947, con il governo De Gasperi IV, grazie al Decreto del Capo provvisorio dello Stato 4 giugno 1947, n. 407.
Nel 1998 confluì, assieme al Ministero del bilancio, nel nuovo Ministero del tesoro, del bilancio e della programmazione economica durante il governo Prodi I in forza del Decreto legislativo 5 dicembre 1997, n. 430.